# Rosnay-l'Hôpital
Rosnay-l'Hôpital är en kommun i departementet Aube i regionen Grand Est (tidigare regionen Champagne-Ardenne) i nordöstra Frankrike. Kommunen ligger  i kantonen Brienne-le-Château som ligger i arrondissementet Bar-sur-Aube. År 2022 hade Rosnay-l'Hôpital 160 invånare.

## Befolkningsutveckling
Antalet invånare i kommunen Rosnay-l'Hôpital
Referens: INSEE

## Galleri

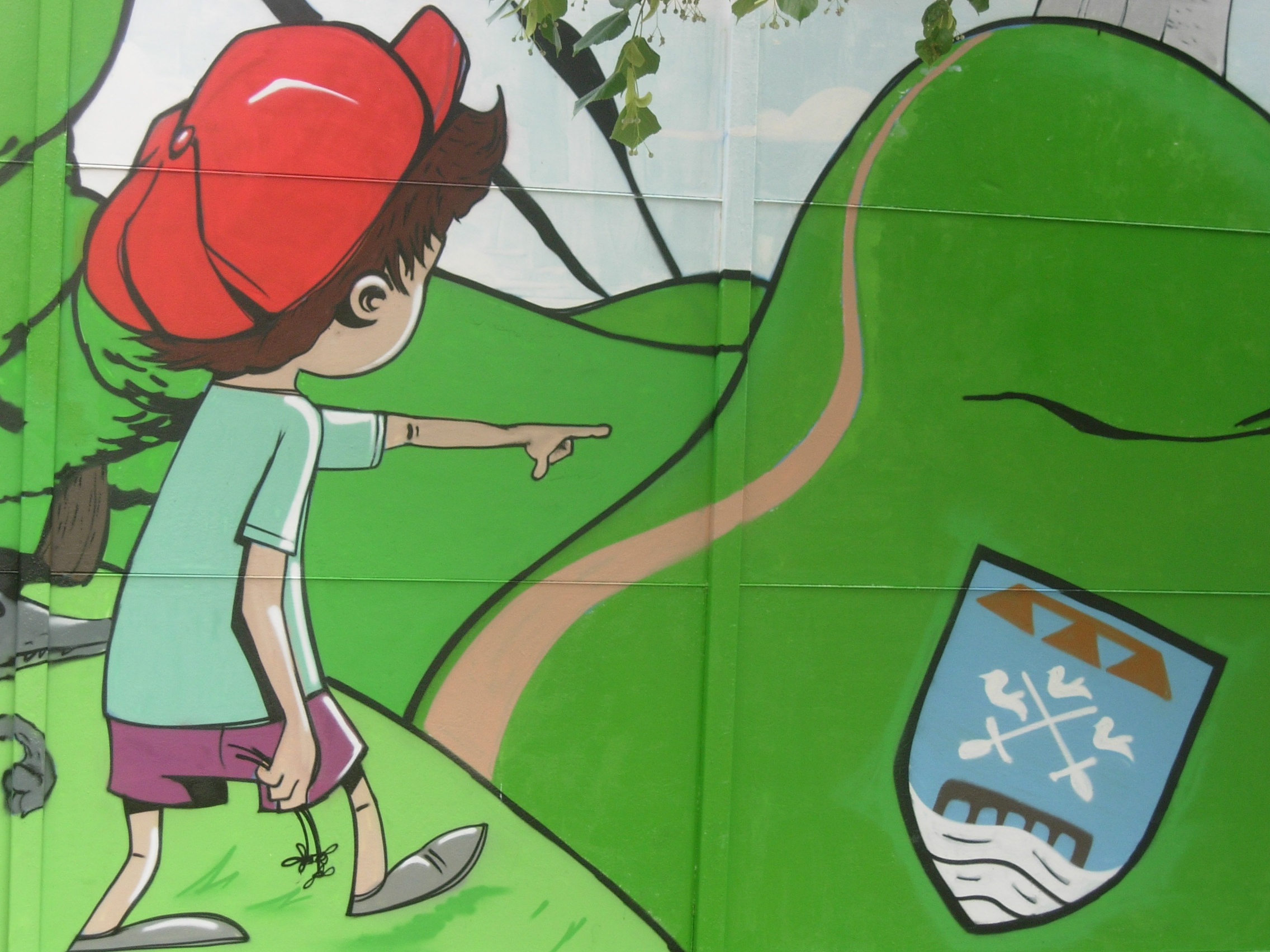
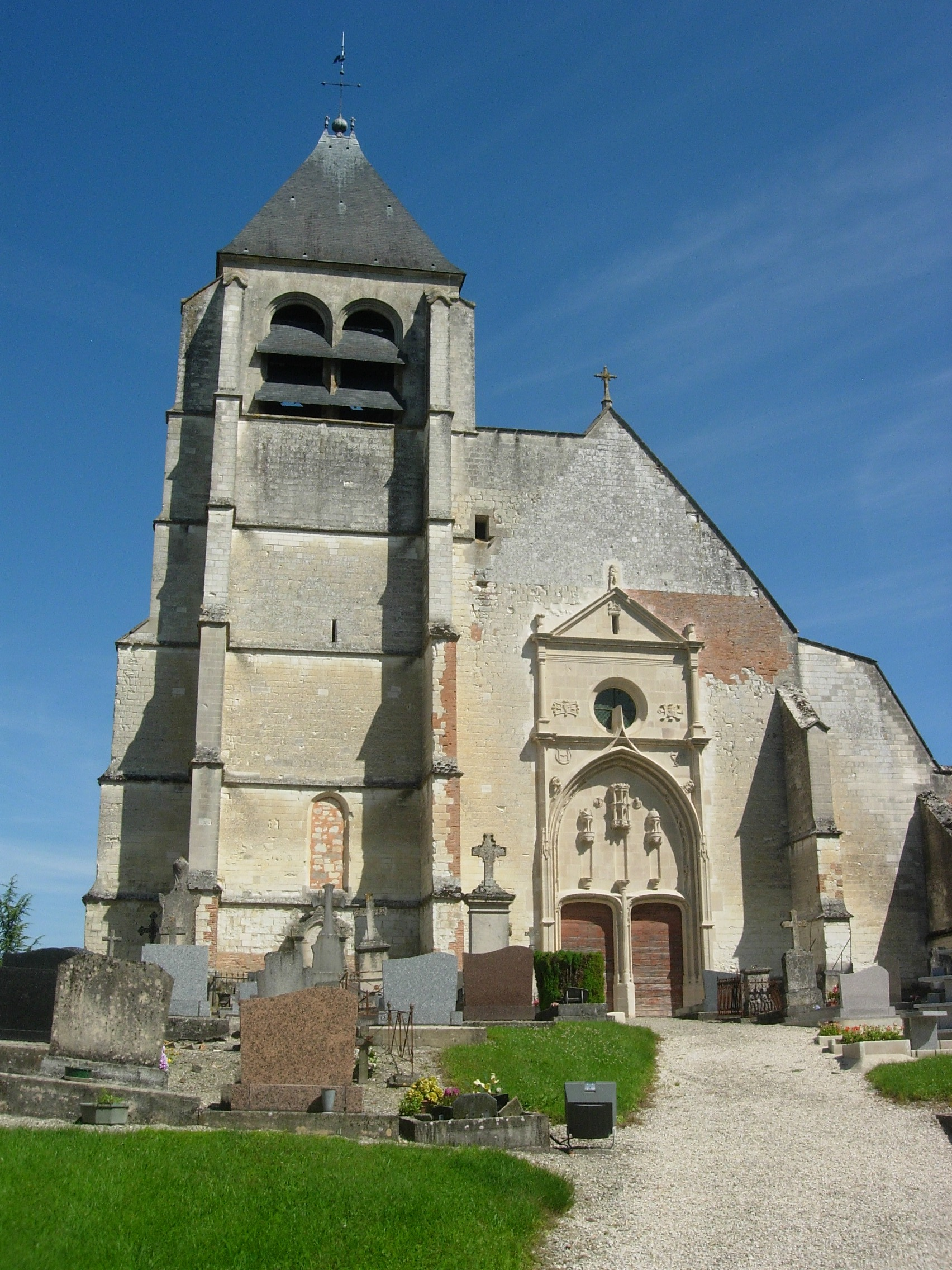
Kyrkan
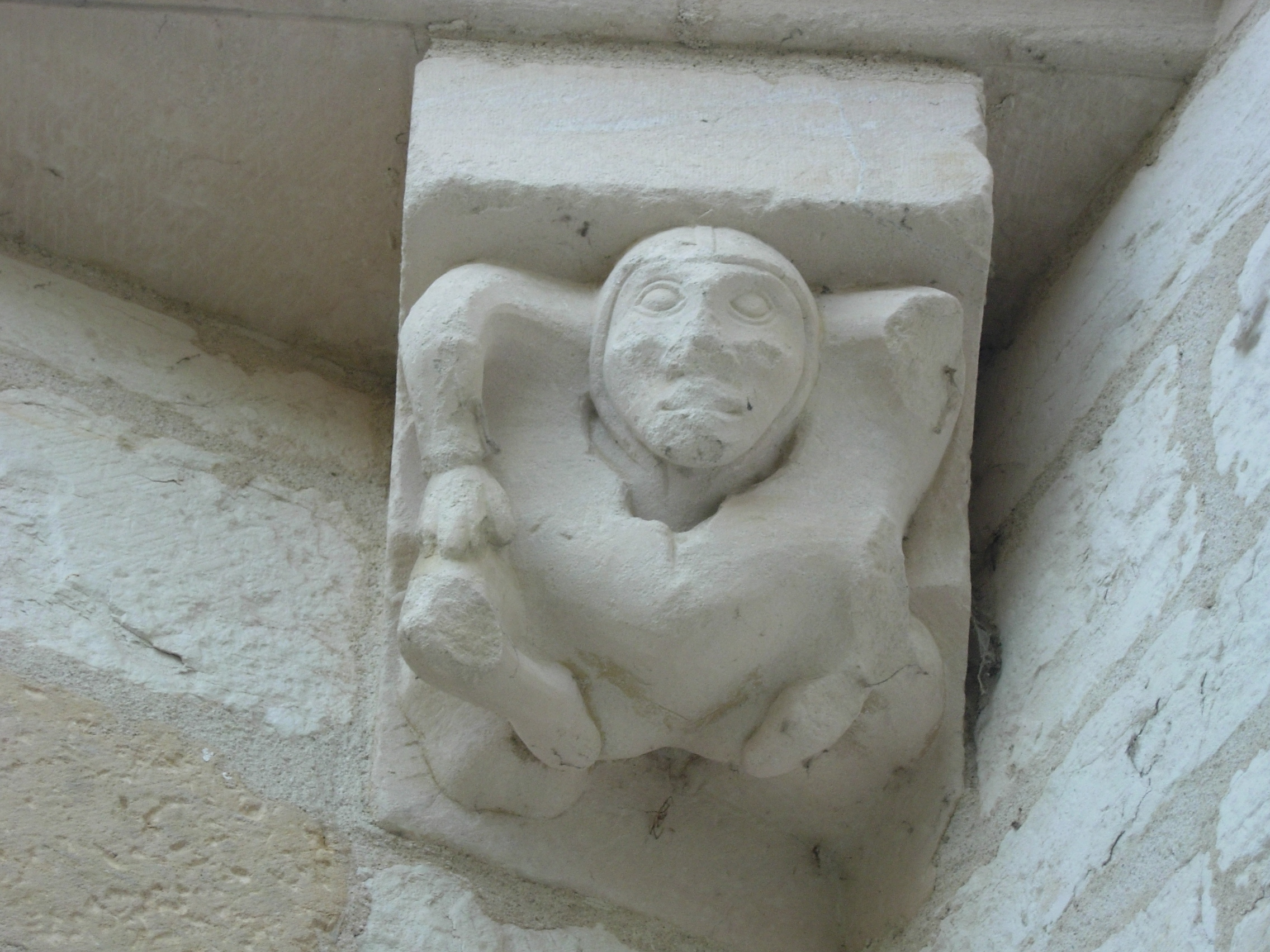
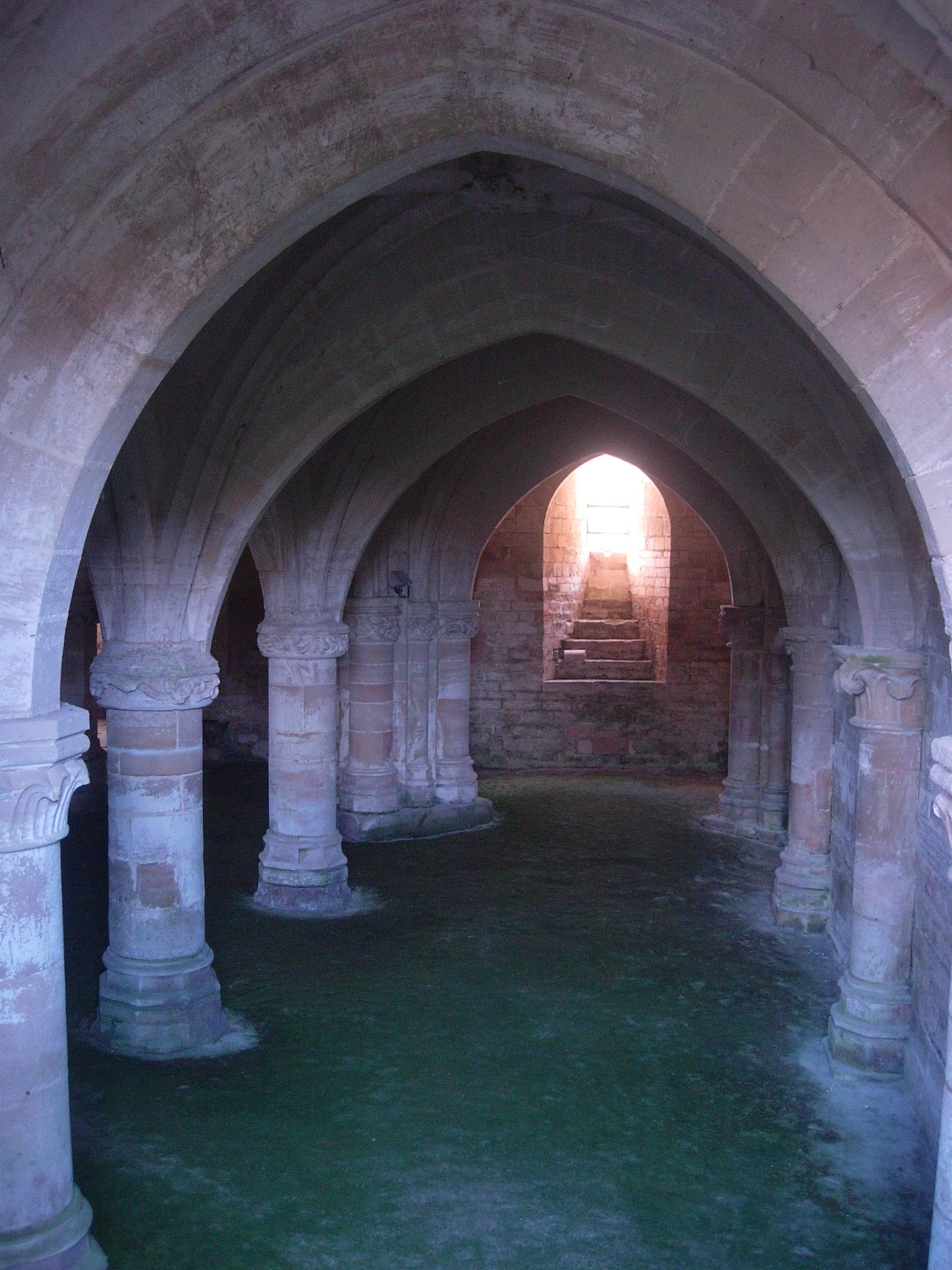